# Veronica Guerin (film)
Veronica Guerin – film biograficzny w reżyserii Joela Schumachera. Fabuła filmu skupia się na życiu Veroniki Guerin, dziennikarki „Irish Sunday Independent”.

## Główne role
- Cate Blanchett – Veronica Guerin
- Darragh Kelly – Terry Fagan
- Colin Farrell – Spanky McSpank
- Gerard McSorley – John Gilligan
- Ciarán Hinds – John Traynor
- Brenda Fricker – Bernie Guerin
- Don Wycherley – Chris Mulligan
- Barry Barnes – Graham Turley
- Simon O'Driscoll – Cathal Turley
- Emmet Bergin – Aengus Fanning
- Charlotte Bradley – Anne Harris
- Mark Lambert – Willie Kealy